# Tantilla wilcoxi
Tantilla wilcoxi är en ormart som beskrevs av Stejneger 1902. Tantilla wilcoxi ingår i släktet Tantilla och familjen snokar. Inga underarter finns listade i Catalogue of Life.
Denna orm förekommer i södra Arizona (USA) samt fram till centrala Mexiko. Arten lever i bergstrakter mellan 900 och 2440 meter över havet. Individerna vistas i städsegröna skogar, i lövfällande skogar med ekar och tallar samt i gräsmarker. Tantilla wilcoxi gömmer sig ofta i lövskiktet, mellan stenar eller under träbitar. Honor lägger ägg.
För beståndet är inga allvarliga hot kända. Hela populationen anses vara stabil. IUCN kategoriserar arten globalt som livskraftig.